# Savannah (fiume)
Il fiume Savannah è uno dei grandi fiumi degli Stati Uniti sud-orientali, e costituisce una gran parte del confine tra la Carolina del Sud e la Georgia. Due affluenti del Savannah, il Tugaloo e il Chattooga, costituiscono la parteoiù settentrionale del confine degli stati. Il bacino idrografico del fiume Savannah si estende nel lato sud-orientale dei monti Appalachi, nell'interno della Carolina del Nord, e confina con lo spartiacque continentale orientale. Il fiume è lungo circa 484 km. Il fiume Savannah si costituì con la confluenza dei fiumi Tugaloo e Seneca; oggi questa confluenza è parte del lago Hartwell. La gola del fiume Tallulah, uno degli affluenti del Tugaloo, forma il ramo nord-occidentale del fiume Savannah.
Due grandi città situate lungo il fiume sono Savannah e Augusta, in Georgia; esse furono i nuclei dei primi insediamenti inglesi durante il periodo coloniale della storia americana.
Il fiume Savannah è soggetto a maree presso Savannah; da qui verso valle, il fiume si allarga in un estuario prima di sfociare nell'oceano Atlantico. L'area in cui l'estuario del fiume incontra l'oceano è nota come "Tybee Roads"; l'Intracoastal Waterway scorre attraverso una sezione del fiume Savannah presso la città di Savannah.

## Nome
Il nome "Savannah" proviene da un gruppo di Shawnee che migrarono dalla regione del Piedmont negli anni 1680. Essi distrussero i Westo e occuparono le loro terre, presso il primo punto di navigazione del fiume, sulla Atlantic Seaboard Fall Line. L'attuale Augusta si sviluppò nelle vicinanze. Gli Shawnee furono chiamati con una gran varietà di nomi, ma tutti derivano dal loro nome nativo, Ša·wano·ki (letteralmente, "meridionali"). Tra le varianti locali vi sono Shawano, Savano, Savana e Savannah.
Un'altra teoria fa riferimento al termine inglese che significa "savana", una tipologia di ambiente tropicale, che fu importato in inglese dallo spagnolo sabana ed utilizzato nelle colonie sud-orientali. La parola spagnola deriva a sua volta dalla parola in lingua taíno zabana. Altre teorie interpretano il nome Savannah come proveniente dalle tribù costiere atlantiche, che parlavano le lingue algonchine; essi avevano termini simili che significavano "meridionale" o forse anche "sale".
Tra i nomi storici del fiume Savannah, elencati dallo U.S. Geological Survey, vi sono fiume May, Westobou (per la tribù Westo), Kosalu, Isundiga e Girande, tra gli altri.

## Storia

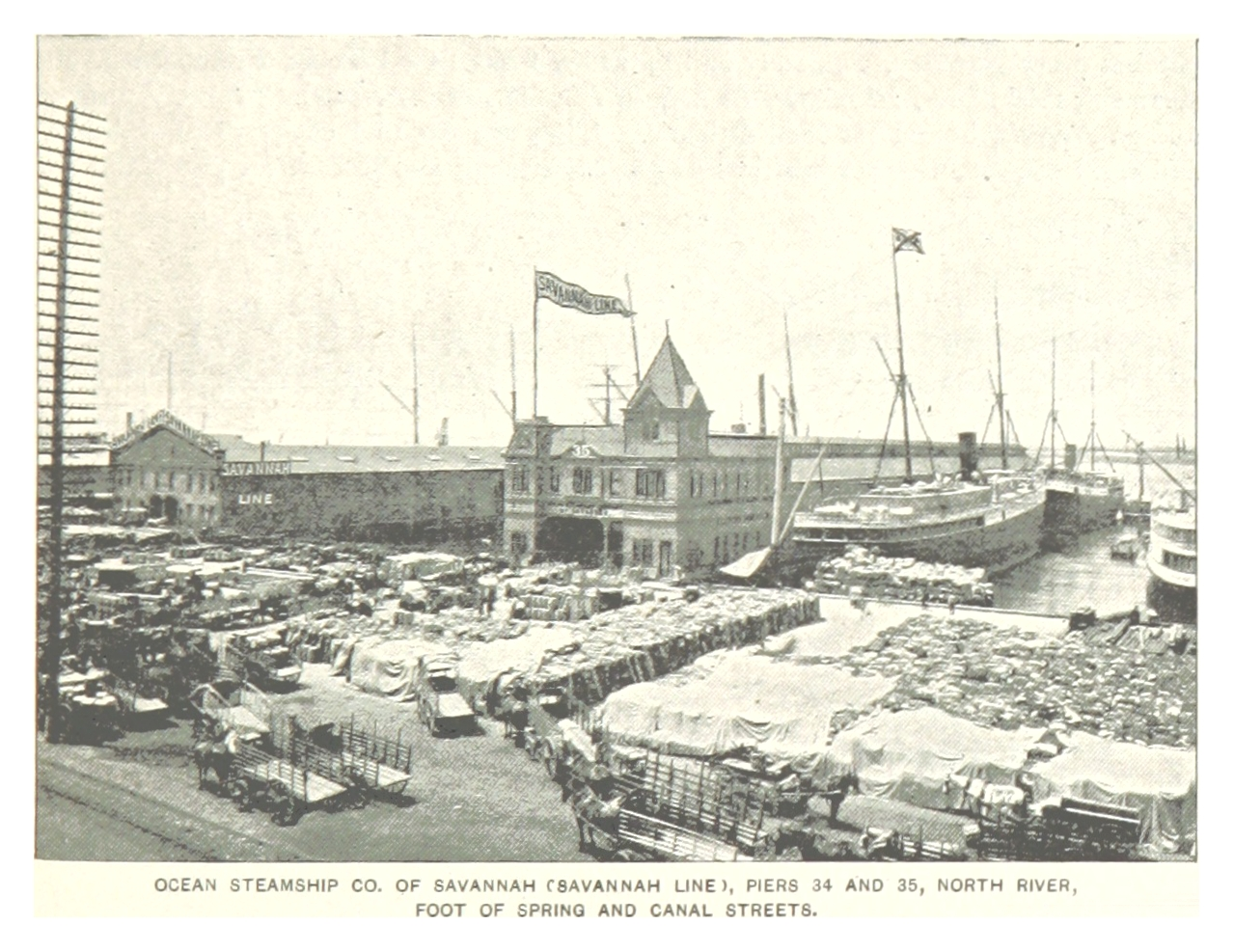
Ocean Steamship Company (Savannah Line), moli 34 e 35, ai piedi di Spring and Canal Streets, 1893

### Periodo coloniale
Gli storici ritengono che Westo migrarono da nord-est, spinti dalle tribù più forti della Confederazione degli Irochesi, che avevano iniziato ad acquisire le armi attraverso i commerci. Questa migrazione, a partire dal XVI secolo, fece raggiungere ai Westo l'attuale area di Augusta nel tardo XVII secolo.
I Westo utilizzarono il fiume per la pesca e come fonte di acqua, per i trasporti e per i commerci. Erano forti abbastanza da tenere lontani i coloni spagnoli che effettuavano incursioni dalla Florida spagnola; La Colonia della Carolina ebbe bisogno dell'alleanza con i Westo durante i suoi primi anni; quando gli abitanti della Carolina cercarono di espandere i loro commerci fino a Charleston, iniziarono a vedere i Westo come un ostacolo e per far spostare la tribù, inviarono un gruppo di uomini chiamato Goose Creek Men per armare gli indiani di Savanna (anche noti come Savannah), che sconfissero poi i Westo nel 1680.
Dopo questi episodi, i coloni inglesi chiamarono il fiume Savannah. Fondarono due grandi città sul fiume durante l'era coloniale: Savannah fu fondata nel 1733 come città portiale sull'oceano Atlantico, ed Augusta situata dove il fiume attraversa la Fall Line nel Piedmont, all'inizio della porzione di acque navigabili verso l'oceano. Le due città sul Savannah funsero da prime due capitali della Georgia. Nel XIX secolo il canale sabbioso del fiume mutò frequentemente, causando diversi incidenti di navigazione.
Durante la guerra civile americana il Presidente Abraham Lincoln proclamò un assedio agli Stati Confederati d'America, obbligando i mercanti ad utilizzare porti specifici lungo la costa, meglio attrezzati per questi scopi. Il porto di Savannah divenne uno dei porti più frequentati dalle staffette dell'assedio, che rifornirono la Confederazione fino all'assedio di Fort Pulaski e la conquista da parte dell'Unione di Cockspur Island.
Il confine tra la Carolina del Sud e la Georgia fu inizialmente definito nel Trattato di Beaufort del 1787, che tra le altre cose "[assegnava] tutte le isole del fiume alla Georgia". Nel tempo, si sono create nuove isole ed alcune, ad esempio le isole Barnwell, sono sul lato della Carolina del Sud rispetto alla linea originaria. Nel 1990 la Corte Suprema degli Stati Uniti decise che le nuove isole sul lato del confine della Carolina del Sud appartengono alla Carolina del Sud.

### Dal XX secolo
Dal 1946 al 1985 lo U.S. Army Corps of Engineers costruì tre grandi dighe sul Savannah per ottenere energia idroelettrica, controllo delle piene e per permettere la navigazione. La diga J. Strom Thurmond Dam (1954), la diga Hartwell Dam (1962) e la diga Richard B. Russell (1985) e i bacini da loro creati, formano 190 km di laghi. Nel dicembre 1986 una perdita di petrolio causata da una petroliera ancorata al porto di Savannah causò lo sversamento di 1,9 milioni di litri di petrolio nel fiume.
Negli anni '50 fu costruita la centrale del fiume Savannah sul lato della Carolina del Sud, a sud di Aiken, costringendo allo spostamento di diverse piccole città vicine al fiume. Il sito produceva titanio, plutonio, trizio e acqua pesante per il programma di armi nucleari della Commissione per l'energia atomica degli Stati Uniti d'America; l'impianto è oggi chiamato "Savannah River Site" ed è gestito dal Dipartimento dell'Energia. Tre dei cinque reattori di produzione del sito, e la centrale a carbone, scaricavano il calore in eccesso nel fiume Savannah attraverso il Pen Branch, Steel Creek e Beaver Creek, mentre gli altri due reattori scaricavano calore nell'invaso di Lower Three Runs Creek. La Savannah River Plant produceva anche gran parte dell'acqua pesante della Commissione per l'energia atomica processando l'acqua del fiume Savannah tramite il processo del solfuro di Girdler. L'acqua pesante veniva utilizzata come moderatore per i reattori del sito di produzione; nel 1956 Clyde L. Cowan e Frederick Reines rivelarono per la prima volta i neutrini con un esperimento svoltosi al reattore P della Savannah River Plant.
Nel corso della loro vita operativa, i reattori della Savannah River Plant hanno incrementato significativamente le temperature di diversi affluenti del fiume Savannah; questi reattori sono antecedenti alla generazione nucleare, e furono alcuni dei primi grandi reattori del mondo, pertanto questo offrì opportunità uniche al Laboratorio per l'Ecologia del fiume Savannah per studiare l'impatto di rilascio termico in larga scala e altri effetti causati dall'operatività del sito. Al momento della disattivazione dei reattori, alla fine della guerra fredda, erano stati implementati progetti per mitigare il rilascio termico direttamente nel fiume, con la costruzione di un lago per accogliere gli scarichi del reattore L e torri di raffreddamento per dissipare gli scarichi del reattore K Il Savannah River Site oggi estrae trizio, utilizzando campioni irradiati alla centrale nucleare di Watts Bar, pertanto il calore generato per la produzione del trizio non viene più immessa nel bacino del fiume Savannah.
La centrale nucleare di Vogtle venne costruita lungo il fiume dal sito della Savannah River Plant, con le unità 1 e 2 completate alla metà degli anni '80 e le unità 3 e 4 all'inizio degli anni 2020. Questo impianto preleva acqua dal fiume, ma tutte le quattro unità utilizzano torri di raffreddamento. La centrale a ciclo combinato McIntosh e la centrale di Jasper sono anch'esse situate lungo il Savannah, che fornisce le acque di raffreddamento per i loro cicli combinati.

## Percorso
Il fiume Savannah scorre attraverso una varietà di climi ed ecosistemi; viene considerato un fiume alluvionale, con un bacino idrografico di 27.390 km², e con una trasporto di consistenti quantità di sedimenti verso l'oceano. Alle sue sorgenti, nei monti Blue Ridge, il clima è abbastanza temperato. Gli affluenti del fiume ricevono poche acque provenienti dallo scioglimento delle nevi in inverno; la maggior parte del flusso fluviale attraverso il Piedmont è determinato dai grandi invasi. Sotto la Atlantic Seaboard Fall Line il fiume rallenta e scorre attraverso grandi paludi dove si trova il cipresso delle paludi. Diverse lanche segnano i luoghi dei vecchi canali formati dal fiume, che ha cambiato corso a causa delle scosse di terremoto e dell'insabbiamento.
Un'altra importante caratteristica sono le numerose scogliere che delimitano il fiume in diversi punti; la più famosa è la Yamacraw Bluff, il luogo scelto per costruire la città di Savannah. Presso la costa il fiume si allarga in un estuario, dove si mescolano le acque dolci e quelle salate. Il dragaggio del fiume per manutenere il porto di Savannah ha portato la zona dell'estuario ad estendersi più verso monte, rispetto al suo luogo di origine; questo sta facendo sostituire i terreni paludosi da paludi salate di spartina.
Tra gli affluenti vi sono:
- Black Creek
- Brier Creek
- Broad River
- Chattooga River
- Ebenezer Creek
- Knoxboro Creek
- Little River
- Rocky River
- Seneca River
- Tugaloo River